# Joe Lesté
Joe Lesté (Chula Vista, 1 de noviembre de 1964) es un cantante estadounidense, reconocido por su trabajo como vocalista de la banda de hard rock Bang Tango. Lesté es uno de los miembros fundadores de la misma. Logró con su banda considerable difusión en el canal MTV con el sencillo "Someone Like You", del álbum Psycho Cafe. Sin embargo, el disco no representó un suceso comercial.
Junto a Tracii Guns (L.A. Guns) ha realizado las versiones de las canciones "Rock Brigade" de Def Leppard y "Mr. Brownstone" de Guns N' Roses, ambas para discos tributos a dichas bandas.

## Discografía con Bang Tango
- 1989 Psycho Café
- 1991 Dancin' on Coals
- 1994 Love After Death
- 2004 Ready To Go
- 2006 From the Hip